# گمینا کازانوو
گمینا کازانوو (به لهستانی:  Gmina Kazanów) یک گمینا در لهستان است که در شهرستان زوولنگ واقع شده‌است. گمینا کازانوو ۹۴٫۷۶ کیلومتر مربع مساحت و ۴٬۶۹۹ نفر جمعیت دارد.